# Ángela Leyva
Ángela Leyva est une joueuse de volley-ball péruvienne née le 22 novembre 1996 à Lima. Elle mesure 1,82 m et joue au poste de réceptionneuse-attaquante. Elle totalise 85 sélections en équipe du Pérou.

## Clubs
| Club                     | De        | À         |
| ------------------------ | --------- | --------- |
| Camino de Vida           |           | 2010-2011 |
| Universidad San Martín   | 2011-2012 | 2016-2017 |
| Osasco Voleibol Clube    | 2017-2018 | 2017-2018 |
| Universidad San Martín   | avr 2018  | mai 2018  |
| Osasco Voleibol Clube    | 2018-2019 | 2018-2019 |
| PTT Spor Kulübü          | 2019-2020 | 2019-2020 |
| JVK Ienisseï Krasnoïarsk | 2020-2021 | 2020-2021 |
| Béziers Volley           | 2021-     |           |

## Palmarès

### Équipe nationale
- Championnat d'Amérique du Sud
  - Finaliste : 2015.
- Championnat d'Amérique du Sud  des moins de 20 ans
  - Finaliste : 2012, 2014.
- Championnat d'Amérique du Sud des moins de 18 ans
  - Vainqueur : 2012.
- Championnat d'Amérique du Sud des moins de 16 ans
  - Finaliste : 2011.

### Clubs
- Championnat du Pérou
  - Vainqueur : 2013-14, 2014-15, 2015-16, 2017-18.
  - Finaliste : 2011-12, 2012-13, 2016-17.
- Championnat sud-américain des clubs
  - Finaliste : 2016.
- Coupe du Brésil
  - Vainqueur : 2018.
- Supercoupe du Brésil
  - Finaliste : 2018.

### Distinctions individuelles
- Championnat d'Amérique du Sud féminin de volley-ball des moins de 16 ans 2011: Meilleure marqueuse et meilleure attaquante.
- Championnat d'Amérique du Sud féminin de volley-ball des moins de 20 ans 2012: Meilleure serveuse[3].
- Championnat d'Amérique du Sud féminin de volley-ball des moins de 18 ans 2012: Meilleure attaquante et MVP.
- Championnat du monde féminin de volley-ball des moins de 18 ans 2013: Meilleure attaquante[4].
- Championnat sud-américain des clubs de volley-ball féminin 2014: 2e meilleure réceptionneuse-attaquante.
- Championnat d'Amérique du Sud féminin de volley-ball des moins de 22 ans 2014: MVP.
- Championnat sud-américain des clubs de volley-ball féminin 2015: Meilleure réceptionneuse-attaquante[5].
- Coupe panaméricaine de volley-ball féminin 2015: Meilleure attaquante[6].
- Championnat d'Amérique du Sud de volley-ball féminin 2015: 2e meilleure réceptionneuse-attaquante[7].
- Championnat sud-américain des clubs de volley-ball féminin 2016: Meilleure réceptionneuse-attaquante.
- Championnat d'Amérique du Sud féminin de volley-ball des moins de 23 ans 2016: Meilleure réceptionneuse-attaquante.
- Coupe panaméricaine de volley-ball féminin des moins de 23 ans 2016: Meilleure réceptionneuse-attaquante.
- Championnat sud-américain des clubs de volley-ball féminin 2017: Meilleure réceptionneuse-attaquante.
- Championnat d'Amérique du Sud de volley-ball féminin 2017: Meilleure réceptionneuse-attaquante[8].